# Eddie Hardin

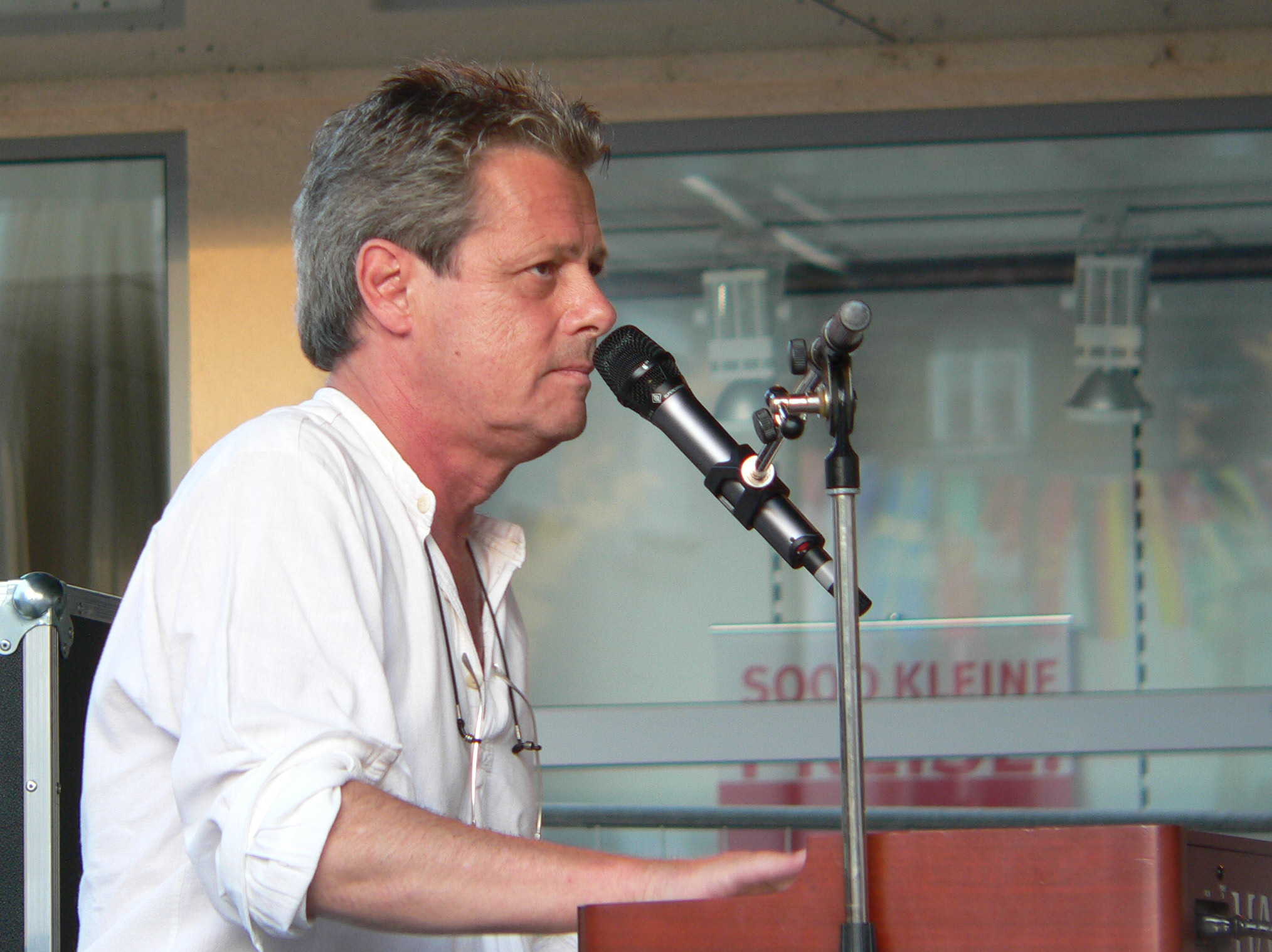
Eddie Hardin (Neckarsulm 2006)

Edward „Eddie“ Hardin (* 19. Februar 1949 in London; † 22. Juli 2015) war ein britischer Rockmusiker (Keyboards, Gesang), der als Mitglied der Spencer Davis Group und von Hardin & York bekannt wurde.

## Leben
Eddie Hardin wurde 1967 Nachfolger von Steve Winwood bei der Spencer Davis Group. Bereits 1968 verließ Hardin die Band, um sich nach neuen Möglichkeiten umzusehen.
Bald darauf tat er sich mit Pete York (Schlagzeug) zusammen, der ebenfalls aus der Spencer Davis Group ausgeschieden war. Die beiden begannen 1969, als Rockduo unter dem Namen Hardin & York aufzutreten. 1972 schloss sich Ray Fenwick (Gitarre) Hardin & York an, und sie traten als Hardin, York & Fenwick auf.
1972 brachte Hardin sein erstes Soloalbum Home Is Where You Find It heraus, dem im Laufe der Zeit etliche weitere folgten. 1973 gab es eine Wiedervereinigung der zwischenzeitlich aufgelösten Spencer Davis Group, die auch später immer wieder zusammen auftrat. Auch Hardin & York durchliefen einige Revivals.
Daneben arbeitete Eddie Hardin intensiv mit befreundeten Musikern an deren Projekten, etwa mit Roger Glover, Ray Fenwick und Charlie McCracken. Er spielte in Bands wie Butterfly Ball und Axis Point.
Eddie Hardin spielte mit seiner Wizard Convention eine Reihe von Alben ein. Dabei machten so bekannte Kollegen mit wie Chris Farlowe, Maggie Bell, Jon Lord, Zak Starkey und etliche mehr.
1985 vertonte Hardin das Kinderbuch Der Wind in den Weiden als Musical, unter Beteiligung von Tony Ashton, Maggie Bell, Donovan, John Entwistle, Jon Lord, Ray Fenwick und vielen anderen. 1991 gab es eine Aufführung davon in Freiburg im Breisgau, die 2009 auf DVD erschien.
Hardin starb am 22. Juli 2015 an einem Herzinfarkt, während er im Pool schwamm. Noch im März war er mit Spencer Davis auf Deutschland-Tournee zu hören gewesen.

## Diskografie

### A Wild Uncertainty
- „Man With Money“ / „Broken Truth“ Planet (1965)

### Spencer Davis Group
- With Their New Face On United Artists UA 1192 (1968)
- Funky (1968)
- Taking Out Time 1967–69 (Letters From Edith)
- Gluggo Vertigo 6360088 (1973)
- Living in a Back Street Vertigo (1974)
- Catch You On The Rebop (Live in Europe 1973)

#### Wiederveröffentlichungen
- With Their New Face On Repertoire REP 4684-WY (1997)
- Funky One Way OW 34529
- The Masters (compilation) Eagle Records (1999)

### Hardin & York
- Tomorrow Today Bell SBLL125 (1969)
- The World's Smallest Big Band Bell SBLL136 (1970)
- For The World Bell SBLL141 (1971)
- Hardin & York with Charlie McCracken Vertigo 6360622 (1974)
- Hardin & New York Teldec 624595 (1979)
- Live At The Marquee 1971 RPM RPM135 (1994)
- Hardin & York Live Repertoire REP 4459-WY (1994) 1970 recording, previously a bootleg
- Still A Few Pages Left RPM Thunderbird CSA 106 (1995)

#### Wiederveröffentlichungen
- For The World See For Miles (1985)
- Tomorrow Today Repertoire REP 4481-WY (1994)
- World Smallest Big Band Repertoire REP 4482-WY (1994)

### Axis Point
- Axis Point RCA PL 30039 (1979)
- Boast of the Town RCA PL 25277 (1980)

#### Wiederveröffentlichungen
- Axis Point / Boast of the Town (compilation) BGO (2002)

### Solo-Alben
- Home Is Where You Find It Decca TXS 106 (1972)
- Wizard's Convention RCA Records (1976)
- You Can't Teach an Old Dog New Tricks Attic LAT 1023 (1977)
- Circumstancial Evidence RCA (1982)
- Eddie Hardin & Zak Starkey's Musical of Wind in the Willows President (1985)
- Situations President PTLS1089 (1988)
- Wind in the Willows Live (featuring Maggie Bell, Graham Bonnet, Rafael Ravenscroft, Jon Lord and Zak Starkey) INAK/BOSE INAK 9010
- When We Were Young INAK 11005 (1996)
- Dusk Til Dawn Voiceprint BP316CD
- Survival
- Just Passing Through (2000)

#### Wiederveröffentlichungen
- You Can't Teach an Old Dog New Tricks Repertoire REP4464WY (1994)
- Wind in the Willows Live Angel Air (1998)
- Circumstancial Evidence Angel Air SJPCD024
- Eddie Hardin & Zak Starkey's Musical of Wind in the Willows RPM 327 (2002)
- Home Is Where You Find It RPM 271 (2004)